# Deborah Berebichez

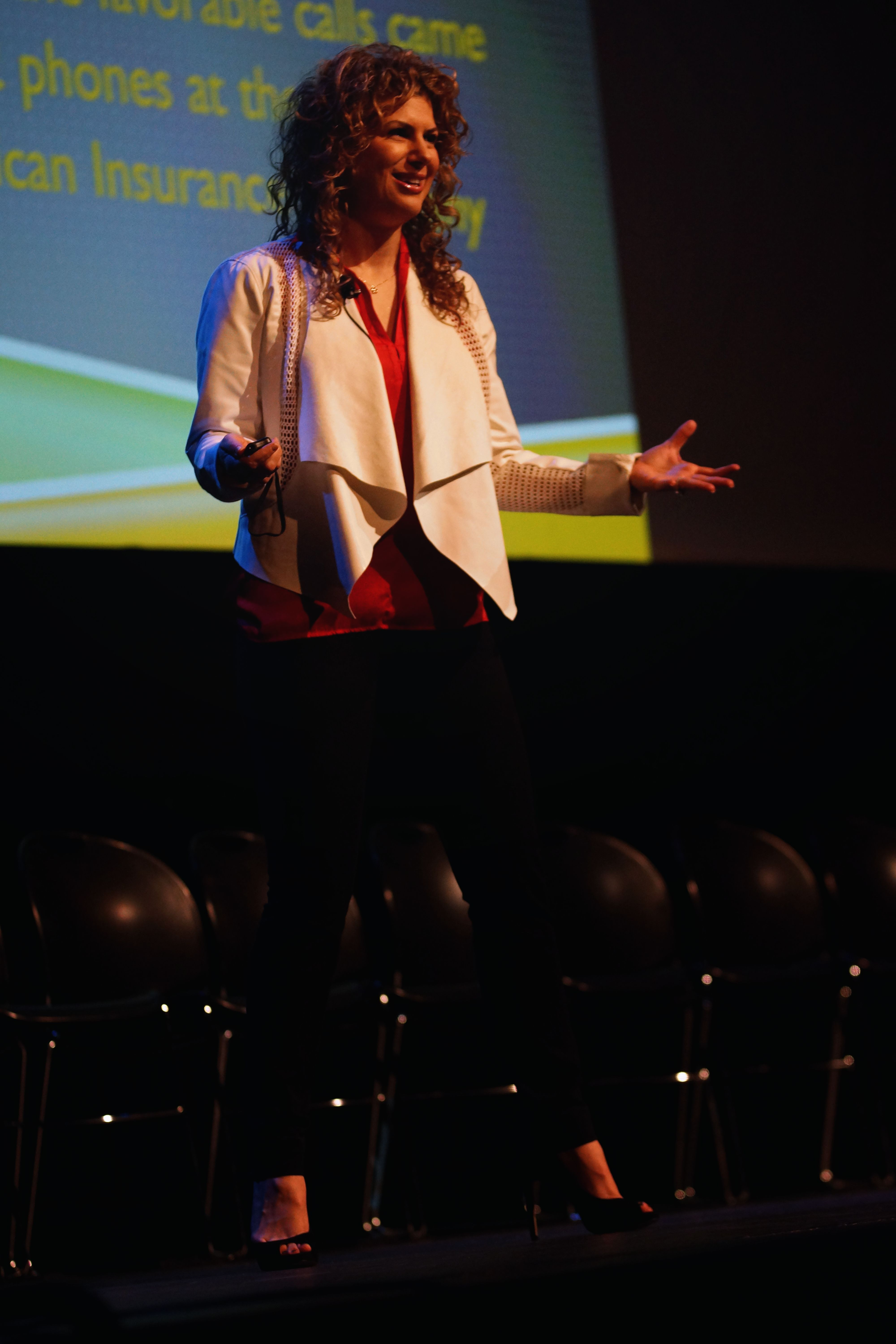
Deborah Berebichez (2015)

Deborah „Debbie“ Berebichez Selechnick (* 13. Februar 1972  in Mexiko-Stadt) ist eine mexikanische Physikerin, Datenwissenschaftlerin und TV-Moderatorin, die sich für die in der Popularisierung der Wissenschaft und der Förderung der Ausbildung in den MINT-Fächern engagiert.

## Leben und Wirken
Berebichez wurde in einer Familie jüdischer Einwanderer in Mexiko-Stadt geboren. Sie studierte Philosophie an der Universidad Iberoamericana in Mexiko-Stadt und dann an der Brandeis University, wo sie zur Physik wechselte und 1996 den Abschluss machte. 1998 begann ihr Masterstudium in Physik an der Universidad Nacional Autónoma de México, das sie bald an der Stanford University fortsetzte, wo sie 2004 mit einer von George Papanicolaou betreuten Dissertation promoviert wurde.
Im Anschluss forschte Berebichez als Postdoc mit Robert V. Kohn am Courant Institute of Mathematical Sciences of New York University und mit Michael I. Weinstein im Department of Applied Physics and Applied Mathematics der Columbia University. Danach war sie bis 2015 Principal Data Scientist der New Yorker Software- und Beratungs-Firma ThoughtWorks. Seit 2015 ist sie Chief Data Scientist beim Data-Science-Unternehmen METIS.
Deborah Berebichez spricht fünf Sprachen. Sie ist mit dem Physiker Neer Asherie verheiratet.

## Wissenschaftskommunikation und MINT-Ausbildung
Angeregt durch Roopesh Ojha, einen ihrer Tutoren in Brandeis, der ihr durch seine privaten „Tutorials“ den Einstieg in eine wissenschaftliche Laufbahn ermöglicht hatte, engagiert sich Berebichez seit der Zeit ihrer Doktorarbeit in der Popularisierung von Wissenschaft und der Förderung der Ausbildung in den MINT-Fächern. Ihre Hauptzielgruppe sind Mädchen, aber auch generell Jugendliche, besonders solche aus benachteiligte Bevölkerungsgruppen und Ländern.
Ihre Outreach-Aktivitäten begannen als Bloggerin, teilweise unter dem Namen The Science Babe mit Videos über „Die Naturwissenschaft des Alltags“, wofür sie 2013 den Top Latina Tech Blogger-Preis der Association of Latinos in Social Media erhielt.
Sie war Ko-Moderatorin der Fernsehserie Outrageous Acts of Science (2012–2018, Discovery Channel) und Humanely Impossible (2011, auf National Geographic).

## Auszeichnungen
Für ihre Arbeit als Wissenschafts-Kommunikatorin erhielt sie zahlreiche Auszeichnungen. 2008 gehörte sie zu den drei Siegerinnen des ersten White House Leadership Project von Oprah Winfrey. 2013 erhielt sie den Community Service STAR Award der Society of Hispanic Professional Engineers (SHPE) und Global Ambassador der Technovation Challenge.
Die Organisation Jewish Women International zählte sie zu den „Women to Watch 2015“. Sie ist auch John C. Whitehead Fellow der Foreign Policy Association.